# Karol Strasburger
Karol Edward Strasburger (ur. 2 lipca 1947 w Warszawie) – polski aktor teatralny i filmowy oraz prezenter telewizyjny. Od 1994 prowadzi teleturniej TVP2 Familiada.

## Życiorys

### Rodzina i edukacja
Jest synem Edwarda Karola Strasburgera (1920−2002), pochodzącego z rodziny niemieckich ewangelików, przybyłych do Warszawy w końcu XVIII w. z Freibergu w Saksonii, i Ireny z domu Łyżwińskiej (1920−1968). Wnuk prof. Edwarda Karola Strasburgera.
W 1965 ukończył Liceum Ogólnokształcące im. Bolesława Prusa w Warszawie. Początkowo był studentem Wyższej Szkoły Morskiej w Szczecinie, a następnie absolwentem Państwowej Wyższej Szkoły Teatralnej w Warszawie. Na PWST w Warszawie studiował w latach 1967–1971.
W młodości trenował gimnastykę sportową w klubie Legia Warszawa (w 1964 osiągnął drużynowe mistrzostwo Polski w tej dyscyplinie) i występował w cyrku.

### Kariera

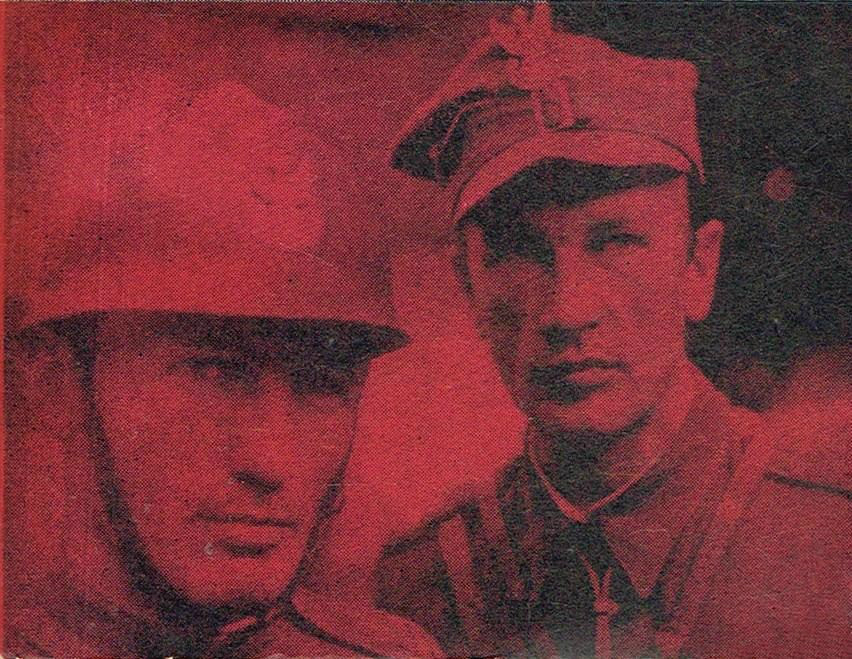
Karol Strasburger i Arkadiusz Bazak w serialu wojennym Polskie drogi (1976)

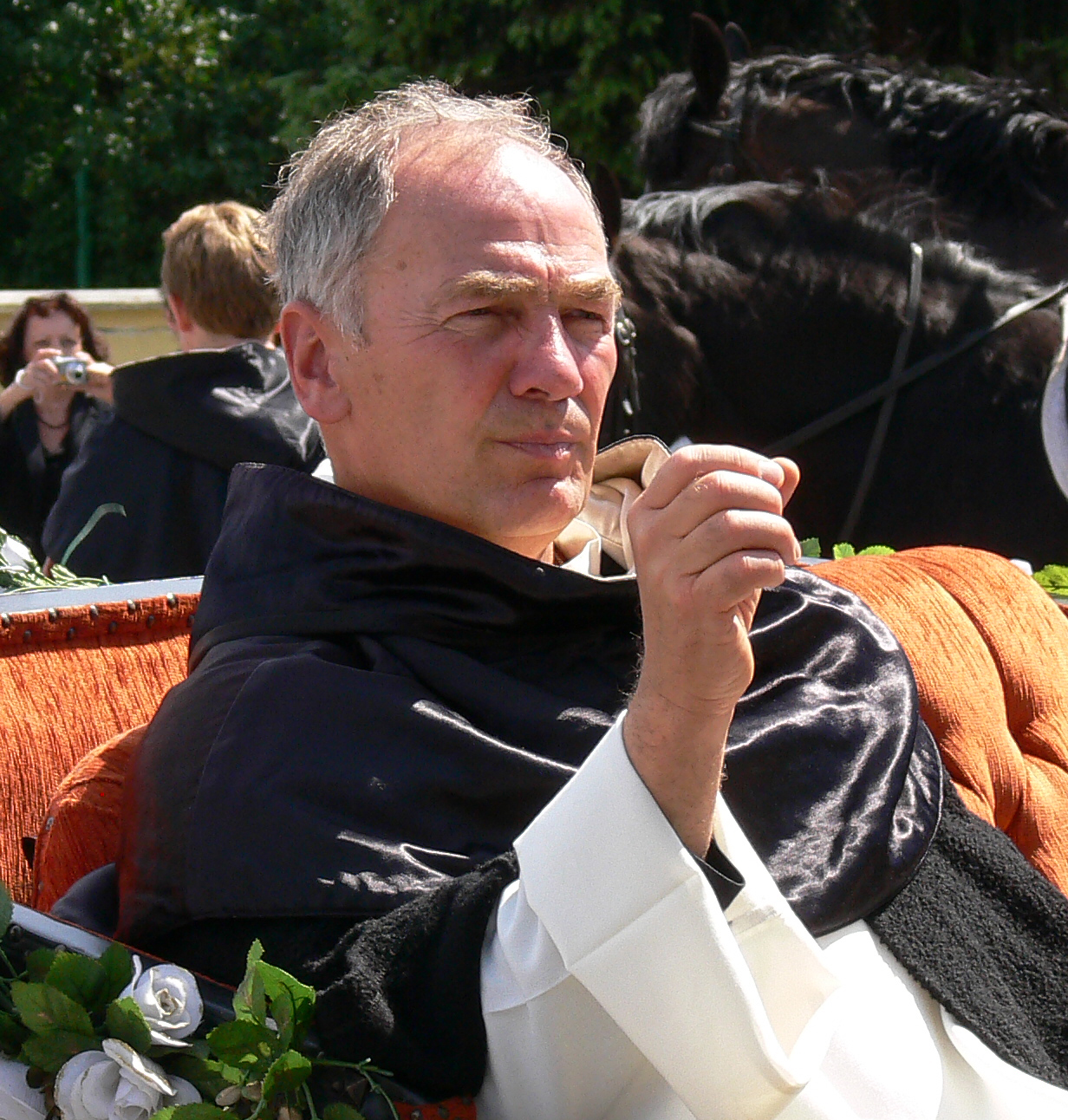
Strasburger podczas obchodów Dni Raciborza (2009)

Jako aktor zadebiutował w 1970 w serialu Kolumbowie. Po ukończeniu PWST został zaangażowany do Teatru Dramatycznego m.st. Warszawy, w którym pracował do połowy lat 80. Zagrał m.in. w Królu Learze w reż. Jerzego Jarockiego (1977), w Mordzie w katedrze (1983) też w reż. Jarockiego, Nocy Listopadowej (1978) w reż. Macieja Prusa i Operetce Witolda Gombrowicza. W latach 70. zagrał wiele ról w filmach wschodnioniemieckich i czechosłowackich. W 1976 wystąpił w serialu Polskie drogi (reż. Janusz Morgenstern). Współpracował także z Teatrem Komedia i Teatrem Bajka w Warszawie.
W wyborach w 1991 kandydował do Sejmu z listy Polskiej Partii Przyjaciół Piwa.
Od 17 września 1994 prowadzi teleturniej Familiada. We wrześniu 2008 wydał książkę kulinarną pt. Apetyt na życie. Latem 2010 zagrał w teledysku do piosenki „Rock&Rollin’ Love” grupy Afromental. W 2012 wziął udział w charytatywnym odcinku 71. edycji teleturnieju Jeden z dziesięciu w TVP2. W 2018 uczestniczył w pierwszej edycji programu Lepiej późno niż wcale w telewizji Polsat. W 2020 nagrał humorystyczne przerywniki na album zespołu Łydka Grubasa pt. Socjalibacja. W 2021 wystąpił w ogólnopolskiej kampanii reklamowej producenta ketchupu Kotlin.

## Życie prywatne
Pierwsze małżeństwo z aktorką Barbarą Burską (ur. 1947) zakończyło się rozwodem. W 1981 poślubił Irenę Morcińczyk (ur. 6 czerwca 1946, zm. 9 grudnia 2013). 10 sierpnia 2019 ożenił się z Małgorzatą Weremczuk (ur. 1984), z którą ma córkę Laurę (ur. 2019).

## Filmografia
- 1970: Kolumbowie – bojownik AK „Siwy”
- 1971: Agent nr 1 – agent SOE Jerzy Iwanow-Szajnowicz
- 1971: Kłopotliwy gość – milicjant
- 1971: Jeszcze słychać śpiew. I rżenie koni... – dziennikarz Andrzej Królikiewicz
- 1973: Czarne chmury – Paweł Odrowąż
- 1974: Karino – Andrzej Stolarek
- 1974: Izkustwenata patica – oficer polskiego wywiadu
- 1974: Czterdziestolatek – pracownik w przyzakładowym klubie sportowym (odc. 5)
- 1975: Noce i dnie –
  - Józef Toliboski,
  - syn Toliboskiego
- 1976: Polskie drogi – podchorąży WP (później porucznik GL PPR) Władysław Niwiński
- 1976: Karino – Andrzej Stolarek
- 1977: Noce i dnie –
  - Józef Toliboski (odc. 1, 3-4, 7),
  - syn Toliboskiego (odc. 12)
- 1979: Niewidzialna kamera – Marcel Laffitte (odc. 15–16)
- 1979: Doktor Murek – Wojciech Bożyński
- 1980: Powstanie listopadowe 1830–1831 – Piotr Wysocki
- 1981: Der ungebetene Gast – Robert Zodinger
- 1982: Wielki Szu – Denel
- 1984: Umarłem, aby żyć – gestapowiec w szpitalu
- 1984: 07 zgłoś się – cyrkowiec Adam Kunce (odc. 15)
- 1987: Zabij mnie glino – członek bandy biorący udział w napadzie na pociąg
- 1987: Wielki Wóz – porucznik Zygmunt Kaliński, jeniec Oflagu VII A Murnau
- 1988–1991: W labiryncie – David Mayer
- 1989: Modrzejewska – Dulemba
- 1991: Panny i wdowy – redaktor naczelny pisma (odc. 5)
- 1992: Wszystko co najważniejsze... – Stefan Karski
- 1993: Komedia małżeńska – szef Waldiego
- 1994: Bank nie z tej ziemi – agent nr 2 (odc. 12)
- 1996: Ekstradycja – kpt. Interpolu Sasza Piłatow
- 1997–2005: Klan – Marek Wagner
- 2000: Świat według Kiepskich – dubler Ferdynanda Kiepskiego (odc. 43)
- 2001: Kameleon – Staszek
- 2002: As – insp. Edward Gawroński
- 2006: Sąsiedzi – Karol Berger (odc. 92)
- 2006: Magda M. – Hubert Wilecki (odc. 36–37)
- 2007: Na Wspólnej – Szymon Lenbach (sezony 5–6)
- 2008: Piorun (głos, polski dubbing)
- od 2009: Pierwsza miłość – Karol Weksler
- 2015: Komisarz Alex – Adam Sznajder (odc. 86)
- 2018: Pensjonat nad rozlewiskiem – on sam (odc. 5)
- 2018: Planeta singli 2 – dyrektor stacji Kamil
- 2019: Miłość na zakręcie – Wiktor
- od 2020: M jak miłość – Jerzy Argasiński
- 2021: Koniec świata, czyli kogel-mogel 4 – Kazimierz Janik
- 2024: Smok Diplodok – konferansjer (głos)

## Nagrody
| Nagroda    | Rok  | Kategoria             | Wynik      |
| ---------- | ---- | --------------------- | ---------- |
| Telekamery | 1999 | Teleturnieje i gry    | 3. miejsce |
| Telekamery | 2000 | Teleturnieje i gry    | 3. miejsce |
| Telekamery | 2001 | Teleturnieje i gry    | 4. miejsce |
| Telekamery | 2003 | Teleturniej           | 2. miejsce |
| Telekamery | 2015 | Osobowość telewizyjna | 4. miejsce |
| Telekamery | 2019 | Osobowość telewizyjna | 4. miejsce |